# Natallja Helach
Natallja Mikalaeŭna Helach (in bielorusso Наталля Мiкалаеўна Гелах?; Brėst, 30 maggio 1978) è una canottiera bielorussa, vincitrice di 2 medaglie di bronzo nel 2 senza alle Olimpiadi: sia a Atene 2004 che a Pechino 2008.

## Palmarès
- Olimpiadi

Atene 2004: bronzo nel 2 senza.
Pechino 2008: bronzo nel 2 senza.
- Campionati del mondo di canottaggio

2000 - Zagabria: oro nel 4 senza.
2002 - Siviglia: bronzo nel 2 senza.
2003 - Milano: argento nel 2 senza.
2007 - Monaco di Baviera: oro nel 2 senza.
2008 - Ottensheim: oro nel 4 senza.
- Campionati europei di canottaggio

2008 - Maratona: bronzo nel 4 senza.
2011 - Plovdiv: argento nel 2 senza e nell'8 con.